# Pia Stutzenstein
Pia Stutzenstein (Aquisgrana, 14 marzo 1989) è un'attrice tedesca.

## Biografia
Nasce ad Aquisgrana, ma cresce a Nideggen-Schmidt, un piccolo centro nella regione dell’Eifel, ha frequentato il Monschauer Gymnasium, dove ha conseguito il diploma di scuola superiore. Dal 2012 al 2016 ha studiato recitazione presso la Theaterakademie Köln, completando la sua formazione con un workshop intensivo tenuto da Sabine Schwedhelm nel 2014.
Durante gli anni accademici ha partecipato a diverse produzioni teatrali, tra cui Die Troja-Agonie, per la quale ha ricevuto nel 2016 il premio del pubblico al festival internazionale “Parallelworlds” in Bielorussia. La sua interpretazione del personaggio di Andromaca è stata lodata per la forza espressiva e la musicalità del gesto scenico.
Dal 2015 al 2017 è stata protagonista della webserie Comedy Rocket, accanto a Daniele Rizzo. La serie, distribuita su Facebook e YouTube, ha ottenuto oltre 230 milioni di visualizzazioni e ha ricevuto una candidatura al Goldene Kamera Digital Award nella categoria Commedia nel 2017. I video, tra cui Sex in der Badewanne e So gehen Beziehungen kaputt, sono stati apprezzati per il loro umorismo e per la riflessione sui temi della digitalizzazione e dell’intelligenza artificiale.
Nel 2020 Stutzenstein è entrata nel cast principale della serie televisiva Alarm für Cobra 11 – Die Autobahnpolizei, interpretando il ruolo dell’investigatrice Vicky Reisinger, prima protagonista femminile accanto a Erdoğan Atalay. La sua performance ha segnato una svolta nella narrazione della serie, introducendo una nuova dinamica e ricevendo consensi da parte della critica.
Ha inoltre recitato in numerose produzioni televisive, tra cui SOKO Köln, Einstein, Die Kanzlei, Das Traumschiff, Heldt, Blutige Anfänger e SOKO Stuttgart. Sul grande schermo ha preso parte a film come Der Fall Collini (2019), Rate Your Date (2019) e El Olivo – Der Olivenbaum (2016), dimostrando versatilità in ruoli drammatici e brillanti.
Oltre alla recitazione, possiede competenze nel canto (soprano), nella danza (valzer, tango argentino, balletto) e in numerose discipline sportive. Parla fluentemente tedesco e inglese, e ha esperienza in doppiaggio e performance vocali.
Attualmente risiede a Colonia, in Renania Settentrionale-Vestfalia, e collabora con agenzie di casting internazionali.

## Filmografia

### Cinema
- 17 Senkrecht, regia di Onat Hekimoglu (2010)
- Frau ohne Liebe, regia di Patrick Suite (2015)
- El Olivo – Der Olivenbaum, regia di Icíar Bollaín (2016)
- Easy Love, regia di Tamer Jandali (2019)
- Der Fall Collini, regia di Marco Kreuzpaintner (2019)
- Rate Your Date, regia di David Dietl e Mario Koss (2019)

### Televisione
- Kreuzfahrt ins Glück, regia di Hans-Jürgen Tögel (2007–2017)
- SOKO Stuttgart, regia di Daniel Helfer (2009–2023)
- Heldt, regia di Heinz Dietz (2013–2021)
- Die Kanzlei, regia di Torsten Wacker (2015–2020)
- Comedy Rocket, regia di Daniel Rakete Siegel (2015–2017)
- Wishlist, regia di Marc Schießer (2016)
- Einstein, regia di Thomas Jahn (2017–2019)
- Das Traumschiff, regia di Hans-Jürgen Tögel (2019)
- Darktown – Dunkelstadt, regia di Asli Özge (2020)
- Die Kanzlei, regia di Torsten Wacker (2020)
- Heldt, regia di Heinz Dietz (2020)
- Rookies – Blutige Anfänger, regia di Gero Weinreuter (2022)
- SOKO Stuttgart, regia di Daniel Helfer (2023)
- Alarm für Cobra 11 – Die Autobahnpolizei, regia di Franco Tozza (2020–2025)